# 嬉野市立大草野小学校
嬉野市立大草野小学校（うれしのしりつ おおくさのしょうがっこう）は、佐賀県嬉野市嬉野町大字下野丙にある市立の小学校。

## 概要
歴史
1875年（明治8年）創立。数回の改組・改称を経て、現校名になったのは2006年（平成18年）。
校章
左右に広がる草の葉をリボンで結んだ絵の中央に校名の頭文字「大」を置いている。なお、左右に広がる草の葉には、それぞれ蛍が止まっている。
校歌
1937年（昭和12年）制定。作詞は副島松一、作曲は岡井隆一による。歌詞は3番まであり、3番に校名の「大草野」が登場する。
校区
- 嬉野市塩田町のうち「万才、角ノ谷、大草野辺田、五代、長谷、南上、南下」（嬉野市立塩田中学校区）
- 嬉野市嬉野町のうち「式浪、三坂」（嬉野市立嬉野中学校区）

## 沿革
- 1875年（明治8年）3月2日[2] - 南大草野名の民家を借用して「大草野小学校」が創立。下等小学科を教授。学区を南大草野名、北大草野名、式浪名の3名（地区）とする。
- 1878年（明治11年）11月 - 校舎を北大草野乙308番地（旧・武雄邑主茶屋跡）に新築され、「北大草野小学校」と称する。学区を北大草野名と式浪名とする。南大草野の校舎は美濃仮分教場に統合される。
- 1879年（明治12年）- 美濃仮分教場から南大草野が分離。後に校舎を新築の上、「谷山小学校」（後に「南大草野小学校」、「南大草野分教場」）と称する。
- 1885年（明治18年）- 統合により、「公立中等塩田小学校 大草野分校」となる。
- 1886年（明治19年）5月 - 小学校令の施行により、尋常科（4年制）を設置の上、「尋常大草野小学校」に改称。南大草野分教場を開設。
- 1889年（明治22年）4月1日 - 町村制の施行により、藤津郡馬場下村と大草野村の2村が合併の上、塩田村が発足。
- 1891年（明治24年）6月 - 南大草野分教場を廃止。
- 1892年（明治25年）4月 - 「大草野尋常小学校」に改称。
- 1894年（明治27年）5月 - 校舎が完成。
- 1901年（明治34年）5月 - 子守特別学級を開設。毎日13時30分から15時30分までの2時間とする。
- 1902年（明治35年）12月 - 農業補習学校が併置される。
- 1904年（明治37年）3月 - 農業補習学校を廃止。
- 1908年（明治41年）
  - 4月 - 改正小学校令により、尋常科が4年制から6年制に延長されたため、卒業生（4年修了者）を新尋常科5年生として収容。
  - 6月 - 尋常科が6年制になったことにより、収容児童数が増加したため、増築校舎が完成。
- 1918年（大正7年）10月5日 - 塩田村が町制施行により、塩田町になる。
- 1921年（大正10年）4月 - 校門前の通路を拡張。
- 1935年（昭和10年）
  - 3月 - 講堂が完成。
  - 10月 - 運動場を拡張。
- 1937年（昭和12年）7月8日 - 校旗・校歌を制定。
- 1939年（昭和14年）11月 - 寄贈により二宮金次郎銅像を建立。
- 1941年（昭和16年）4月1日 - 国民学校令の施行により、「塩田町大草野国民学校」と改称。尋常科を初等科に改める。寄贈により、大献公銅像を建立。
- 1943年（昭和18年）3月 - 二宮金次郎銅像および大献公銅像が金属類回収令により供出される。
- 1945年（昭和20年）11月 - どんぐり採取が督励される。
- 1947年（昭和22年）4月1日 - 学制改革が行われ、新制小学校「塩田町立大草野小学校」に改組・改称される。
- 1948年（昭和23年）4月 - 育友会が発足。
- 1950年（昭和25年）10月 - 南校舎が完成。
- 1961年（昭和36年）12月 - 二宮金次郎銅像が再建される。野口英世銅像がともに建立される。
- 1963年（昭和38年）4月1日 - 式浪地区・三坂地区・長谷区の一部が塩田町から嬉野町に編入されたことにより、「塩田町嬉野町小学校組合立 大草野小学校」となる。
- 1964年（昭和39年）3月 - 給食を開始。
- 1970年（昭和45年）12月 - 鉄筋コンクリート造2階建ての新校舎が完成。
- 1972年（昭和47年）7月 - プールが完成。
- 1973年（昭和48年）4月 - 育友会をPTAとする。
- 1975年（昭和50年）4月6日 - 創立100周年記念式典を挙行。
- 1980年（昭和55年）11月 - 敷地を拡張。
- 2006年（平成18年）1月1日 - 2町合併により、「嬉野市立大草野小学校」（現校名）に改称。

## 交通
最寄りの鉄道駅
- JR九州 西九州新幹線「嬉野温泉駅」

最寄りのバス停留所
- 嬉野線「式浪入口」停留所

最寄りの幹線道路
- 佐賀県道28号嬉野塩田線「大草野小前」交差点
- 国道34号「嬉野町一位原」交差点

## 周辺
- JAさが杵藤地区配送センター
- 塩田川

## 参考資料
- 「塩田町史 下巻」（1983年（昭和58年）, 塩田町史編さん委員会）p.322～p.323, p.669～p.670